# Alció ultramar
L'alció ultramar (Todiramphus leucopygius) és una espècie d'ocell de la família dels alcedínids (Alcedinidae) que habita zones boscoses de les illes Salomó.

## Descripció
L'alció ultramar és un blauet blau i blanc distintiu de mida mitjana amb una màscara fosca prominent, coroneta blava, coll i parts inferiors blanques i brillants, ales i esquena blaves i la part inferior de la cua vermellosa. El mascle té el dors blanc. Es troba en boscos primaris i secundaris fins a 2000 metres d'altitud, sovint a la vora del bosc. La combinació d'una màscara fosca extensa i una cua inferior vermella és diagnòstica.